# La grande fuga di Yoghi
La grande fuga di Yoghi (Yogi's Great Escape) è un film d'animazione USA del 1987 prodotto da Hanna-Barbera.
Il film è il primo capitolo della serie Hanna-Barbera Superstars 10 composta da dieci film di novanta minuti l'uno prodotta nel 1987 e 1988.

## Trama
Al risveglio dal letargo invernale, l'orso Yoghi e il suo amico Bubu trovano un cestino da pic-nic fuori dalla loro caverna. Al suo interno però, anziché cibarie trovano tre piccoli orsi, insieme ad una lettera che prega Yoghi di prendersi cura di loro, con un post scriptum: i tre orsetti sono molto golosi di torte e biscotti al cioccolato.
I tre orsetti confermano di essere orfani e di essere affamati e pregano lo "zio Yoghi" di prendersi cura di loro e di dargli qualcosa da mangiare. La dispensa di Yoghi e Bubu è però vuota, cosicché decidono di andare a pescare. La spedizione di pesca è però un fallimento: non riescono a pescare altro che degli, apparentemente inutili, rottami. Yoghi decide allora di passare ai metodi che predilige, cioè prendere i cestini da pic-nic ai visitatori del parco. Dopo aver convinto una famiglia in gita a cedergli il loro cestino fingendosi moribondo, va a rubare la torta che il ranger Smith ha appena messo a raffreddare sul davanzale del suo ufficio.
Proprio mentre Yoghi prende la torta, il ranger Smith riceve una telefonata con delle pessime notizie: il parco di Jellystone dovrà essere chiuso per problemi di budget e tutti gli animali dovranno essere trasferiti in uno zoo. Il ranger va allora ad avvertire Yoghi della brutta notizia, trovandolo nella sua caverna insieme a Bubu e ai tre piccoli orsi, che sono intenti a divorare le cibarie procurate da Yoghi. Yoghi si dispera della notizia, ma il ranger è irremovibile: la mattina dopo il pullman dello zoo passerà a prendere i cinque orsi.
Yoghi non accetta di essere messo in uno zoo (anche perché significherebbe niente più cestini da pic-nic!) e con i vari rottami pescati costruisce un'automobile con la quale fugge insieme a Bubu e ai tre orsetti. Il ranger Smith si getta al loro inseguimento, senza però aver successo. Informato il sovrintendente del parco della fuga di Yoghi, il ranger riceve pesanti rimproveri. Gli viene ordinato di trovare i fuggiaschi e allo scopo, contro la sua volontà, viene accompagnato dal cacciatore Trappola e dal suo cane Fiuto assunti dal sovrintendente, ma che si riveleranno più d'impaccio che di aiuto per il ranger. 
Nel frattempo, gli orsi si sono rifugiati in una capanna sull'albero vicino ad un campo di cocomeri, sede della Ciclo Brigata, un trio di ragazzi che, riconosciuto l'orso, l'aiutano a proseguire la sua fuga e tramite un baracchino informano le associazioni di ragazzi delle città vicine (tra cui i Ranger Solitari e le Volpi di palude) della fuga degli orsi invitandoli a dar loro una mano.
Seconda tappa del viaggio di Yoghi è una vecchia cittadina western semi-abbandonata, dove lavora come sceriffo Ernesto Sparalesto. Lo sceriffo non riconosce però il suo amico, scambiando lui e Bubu per una coppia di banditi noti come Bandito Orso e Fratellino Orso e quindi arrestandoli. Fortunatamente per gli orsi, i Ranger solitari, assistono alla scena ed intervengono 
in loro soccorso: li liberano dalla cella nella quale sono rinchiusi e dopodiché li aiutano a catturare i due banditi orsi, che avevano nel frattempo rubato la jeep al ranger Smith. Rinchiusi i banditi in cella, gli orsi proseguono la loro fuga.
Tappa successiva è una palude. Gli orsi salgono su un vecchio battello, dove vengono terrorizzati da un fantasma che si rivela poi essere il loro amico Wally Gator che, fuggito dallo zoo, utilizza lo stratagemma del fantasma per far scappare i visitatori indesiderati. All'arrivo del ranger insieme a Trappola e Fiuto, gli orsi insieme a Wally Gator tentano di metterli in fuga travestendosi nuovamente da fantasmi. Vengono però scoperti e pare che l'avventura di Yoghi sia terminata. Appare però un vero fantasma, costringendo tutti alla fuga. Le Volpi di palude arrivano in soccorso degli orsi e Wally Gator, salvandoli dal fantasma e permettendo a Yoghi di riprendere la fuga.
Ripreso il viaggio, il quintetto di fuggiaschi si ferma in un circo, dove lavora un'altra vecchia conoscenza di Yoghi: Svicolone. Il leone aiuta Yoghi e i suoi amici a nascondersi dal ranger, mascherandoli da danzatrici egiziane e facendoli esibire nel suo numero. Il trucco viene però presto scoperto dal ranger, Trappola e Fiuto, nel frattempo giunti al circo, costringendo gli orsi ad una nuova fuga. Grazie all'aiuto di Svicolone, riescono a salire su una mongolfiera, sfuggendo per l'ennesima volta ai loro inseguitori.
La mongolfiera sulla quale viaggiano arriva a New York e si incaglia sull'Empire State Building. Giunto con un elicottero il ranger Smith raggiunge infine l'orso, ma anziché portarlo allo zoo gli porge un telefono: il Presidente, informato della sua fuga e della situazione economica del parco ha deciso di intervenire personalmente per far sì che Jellystone rimanga aperto!

Si conclude così l'avventura di Yoghi, Bubu e i tre orsetti, che possono felicemente tornare alla loro caverna.

## Doppiaggio
| Personaggio        | Doppiatore originale | Doppiatore italiano               |
| ------------------ | -------------------- | --------------------------------- |
| Orso Yoghi         | Daws Butler          | Renato Cortesi                    |
| Ernesto Sparalesto | Daws Butler          | Giuliano Persico                  |
| Wally Gator        | Daws Butler          | Gioacchino Maniscalco             |
| Svicolone          | Daws Butler          | Vittorio Battarra                 |
| Bubu               | Don Messick          | Sandro Pellegrini                 |
| Ranger Smith       | Don Messick          | Giorgio Lopez                     |
| Buzzy              | Susan Blu            | Susanna Fassetta                  |
| Piccola Cowgirl    | Susan Blu            | ?                                 |
| Swamp Fox Girl     | Susan Blu            | ?                                 |
| Ragazza            | Susan Blu            | ?                                 |
| Swamp Fox Kid #2   | Susan Blu            | ?                                 |
| Padre              | William Callaway     | ?                                 |
| Trapper            | William Callaway     | Franco Zucca                      |
| Li'l Brother Bear  | Hamilton Camp        | Marco Joannucci                   |
| Chubby Kid         | Dustin Diamond       | ?                                 |
| Cowboy Kid #1      | Patrick Fraley       | ?                                 |
| Giornalista        | Patrick Fraley       | ?                                 |
| Swamp Fox Kid      | Patrick Fraley       | Francesco Bulckaen                |
| Bitsy              | Edan Gross           | ?                                 |
| Ragazzo            | Tress MacNeille      | ?                                 |
| Cowboy Kid #2      | Tress MacNeille      | ?                                 |
| Madre              | Tress MacNeille      | ?                                 |
| Swamp Fox Boy      | Tress MacNeille      | ?                                 |
| Orsi banditi       | Allan Melvin         | Renato Cortesi, Sandro Pellegrini |
| Ragazzo Leader     | Scott Menville       | Stefano Onofri                    |
| Skinny Kid         | Josh Rodine          | ?                                 |
| Bopper             | Frank Welker         | ?                                 |
| Fantasma           | Frank Welker         | ?                                 |
| Yapper             | Frank Welker         | ?                                 |

## Videogioco
Nel 1990 è stato prodotto dalla Hi-Tec Software un videogioco basato sul film, Yogi's Great Escape.